# Лоув, Эрик
Эрик Лоув (африк. и англ. Eric Louw) — государственный и политический деятель Южно-Африканской Республики. Занимал должность министра финансов с 1954 по 1955 год, министра иностранных дел с 1955 по 1964 год.

## Биография
Родился 21 ноября 1890 года в Джейкобсдале (Оранжевое Свободное Государство). В 1930 году Эрик Лоув стал первым послом Южной Африки в Соединённых Штатах Америки и Лиги Наций. В правительстве Национальной партии 1954 года был назначен министром финансов, в 1957 году стал министром иностранных дел страны и представлял Южную Африку в Организации Объединённых Наций. Всего за период с 1948 по 1961 год осуществлял представительство в этой организации 8 раз. Последний случился 1961 году, когда он с Хендриком Фервурдом принимали участие в конференции Содружества наций в Лондоне, в ходе которой членство ЮАР в Содружестве наций было приостановлено. 31 декабря 1963 года Эрик Лоув покинул пост министра иностранных дел. Скончался 24 июня 1968 года в Кейптауне.

### Память
Одна из школ города Мусина носит его имя.